# Irene Sáez
Irene Sáez (castellà: Irene Lailin Sáez Conde)  (Caracas, 13 de desembre de 1961) és una política i reina de bellesa veneçolana que va ser coronada Miss Univers 1981. Ha estat model, va ser l'alcaldessa de Chacao (un municipi de Caracas) i governadora de l'estat de Nueva Esparta. El 1998 va ser candidata a la presidència de Veneçuela. Va ser la segona dona candidata per a la presidència de Veneçuela, després d'Ismenia Villalba.

## Joventut i estudis
Irene Lailin Sáez Conde va néixer el 13 de desembre de 1961 al municipi de Chacao, Miranda, Veneçuela. Era la menor de sis germans. La seva mare, Ligia Sáez, va morir quan Irene tenia 3 anys. Va estudiar enginyeria civil a la Universitat Central de Veneçuela.

## Carrera professional

### 1981-1989: Carrera com a model
Al principi de la seva carrera com a model, Sáez va ser nomenada reina del Club Campestre Los Cortijos durant tres anys seguits.
El 1981, Irene Sáez va guanyar el concurs de bellesa Miss Veneçuela de l'any 1981, sent la màxima favorita del certamen. En la nit del concurs, Sáez va destacar amb un vestit rosat de Maria Teresa Sertal, apuntalant el seu triomf. Aquesta nit també va obtenir el premi de «Miss Fotogènica».
Després de guanyar el Miss Veneçuela, Sáez va participar en dos concursos més. El primer, el juny de 1981, a Lima (Perú), on es va guanyar el títol de «Miss Confraternitat Sud-americana 1981». Aquesta edició va ser important perquè la guanyadora i la primera finalista van ser coronades a l'estranger com Miss Univers i Miss Món respectivament, donant-li així a Veneçuela una pàgina en l'edició 1982 del Llibre Guinness dels rècords Veneçuela. Després, va viatjar als Estats Units d'Amèrica per al participar al 30è certamen del concurs de bellesa americà Miss Univers, convertint-se des de la seva arribada a la gran favorita. El 20 de juliol de 1981, al Teatre Minskoff de Nova York, Sáez va esdevenir la segona veneçolana a obtenir el títol de Miss Univers, després Maritza Sayalero. Irene va obtenir a més el segon lloc en la competència de vestits típics.
Tres dies després del seu triomf, Sáez va ser rebuda en l'Aeroport Internacional de Maiquetía Simón Bolívar. Va ser rebuda a Miraflores pel president encarregat, Rafael Andrés «Pepi» Montes de Oca. A més, hi va haver una celebració a Venevisión, amb tota la seva família al programa «Dissabte Sensacional».
Després de passar un any viatjant pel món com a Miss Univers, Sáez va estudiar ciències polítiques a la Universitat Central de Veneçuela, on es va graduar amb honors. Després va exercir amb èxit un any com a representant cultural de Veneçuela a les Nacions Unides, ampliant els contactes internacionals desenvolupats en l'àmbit de la cultura i la diplomàcia.

### 1990-1997: Alcaldessa de Chacao
A principis de la dècada del 1990, Sáez es va dedicar a la política electoral, i una setmana després de l'intent de cop d'estat del novembre del 1992, dirigit per Hugo Chavez, va ser elegida alcaldessa del municipi de Chacao, el més ric dels cinc municipis de Caracas. En el càrrec d'alcaldessa del municipi de Chacao, Sáez va abordar l'alta taxa de criminalitat de Chacao professionalitzant la força de la policia municipal, amb titulats universitaris com a oficials, salaris més alts, vehicles policials nous i una varietat de dispositius de mobilitat (inclosos els patins i les bicicletes de muntanya) que permitia que la policia es poguès moure més ràpid. Els delictes van caure dramàticament com a resultat de les seves idees innovadores.Sense l'experiència política ni amb una màquina de partit establerta, Sáez es conformava amb delegar experts, i «contractava administradors de primer nivell i escoltava els seus consells sobre tot el pressupost per a l'execució de serveis públics».
En el moment de les següents eleccions al desembre de 1995, Sáez era tan popular que no es va molestar a fer campanya, i només un candidat independent s'hi va oposar. Va obtenir el 96% dels vots, el més alt de la història democràtica de Veneçuela. The Times de Londres la va classificar en la 83a posició a la llista de les 100 dones més poderoses del món, i es van multiplicar els rumors que es presentaria a la presidència del país. Tot i així, la seva capacitat per derrotar els oponents polítics sense fer campanyes actives va deixar Sáez vulnerable als mals consells durant una campanya presidencial a molt més competitiva el 1998.
El 1997 va rebre el Distinguished Achievement Award al concurs de bellesa Miss Univers, un premi de recent creació de l'organització de Miss Universe. Va fer el seu discurs d'acceptació tant en anglès com en castellà. Sáez va ser rebuda a l'aeroport internacional Simón Bolívar per l'expresident de Veneçuela, Luis Herrera Campins, que li va donar una cadena d'or per la seva victòria a Miss Univers.

### 1998: Campanya presidencial
Sáez es va mantenir distant dels partits dominants durant tot el temps que va poder, i el 1997 va crear el seu propi partit polític, IRENE (Integración y Renovación Nueva Esperanza), com a plataforma de llançament per a la seva candidatura a les eleccions presidencials de desembre de 1998. A la votació final de l'any del desembre de 1997, va assolir gairebé el 70% de suport, només un any abans de les eleccions presidencials.
Tanmateix, tot i gastar milions de dòlars en publicitat, Sáez va caure per sota del 15% en sis mesos, ja que el públic es va tornar cada cop més escèptic sobre la seva disposició a la presidència i va perdre la credibilitat com a candidata antisistema després d'acceptar l'aval del partit socialcristià COPEI. Els analistes veuen ara com una trampa política per a una candidata abans de les eleccions.
Sáez va guanyar les eleccions primàries internes del COPEI amb el 62,7% dels vots, contra el 35,7% d'Eduardo Fernández, en una convenció extraordinària amb 1.555 delegats del COPEI que es va celebrar a un hotel de Caracas, un aval obtingut després que COPEI s'adonés que el seu candidat original masculí no era capaç de guanyar. Els seus líders van estudiar la millor opció per a seguir sent competitius a nivell nacional, i el van substituir per la carismàtica però independent Irene Sáez, que la va convertir en la primera dona candidata independent recolzada per un important partit polític per a la presidència de Veneçuela.
Sáez va rebre el reconeixement d'haver portat a la política nacional la veu d'una immensa majoria de veneçolans desencantats de la política de sempre, embolicats en la sofisticació familiar d'una reina de bellesa mundial amb vincles amb la classe d'elit. A causa del seu atractiu físic i la seva capacitat per parlar, diaris públics com El Nacional van descriure les seves aparicions a la televisió com a «reaganesques». Per fer-se més familiaritzada políticament, Sáez va adoptar l'estil de cabell d'Eva Perón i el llenguatge ardent de la revolució social. El seu fort discurs va precedir el de Hugo Chávez, ja que va ser candidata a la presidència durant anys abans que ell. Sáez va córrer en una plataforma per acabar amb la corrupció, reduir la burocràcia i refinançar el deute públic. El seu eslògan de campanya era «una revolució és possible». Els observadors argumenten que Chávez va usurpar l'essència del missatge polític de Sáez a causa de la seva trajectòria militar i les seves credencials revolucionàries i, després d'un fracassat cop d'estat contra l'expresident Carlos Andrés Pérez i complint la presó, es va convertir en una persona més creïble. La candidata antisistema per a les masses pobres exigia un canvi social radical, inclosa la promesa de Chávez d'una assemblea constitucional per escriure una nova constitució. Mentre que al principi la seva bellesa, carisma i sofisticació obrien les portes de la política nacional, al final aquestes mateixes qualitats asseguraven victòria del dur i agressiu cap militar Chávez. En canvi, Irene Sáez «encara parlava com una reina de la bellesa ansiosa d'evitar ofendre a ningú de cap manera i en cap lloc», i va fer que alguns parlessin de la carrera presidencial com una competència polaritzadora entre «la bella i la bèstia».
Al mateix temps, la decisió de Sáez a finals de 1997 de prohibir els petons a les places públiques de Chacao va generar una publicitat mediàtica gratuïta contraproducent que va ajudar a suscitar dubtes sobre si el seu èxit al petit, exclusiu i ric Chacao (el Beverly Hills de Caracas) es podria traduir a la presidència. A l'agost, el partit Causa Radical li va retirar el seu suport, dient que havia «perdut la seva condició d'independent».
En última instància, l'expresident de la COPEI, Rafael Caldera, va indultar Chávez per l'intent de cop d'estat contra Pérez, del partit oposat d'Acció Democràtica, fent possible el seu ascens al poder, considerat una traïció al Pacte de Puntofijo que permetia a Veneçuela simplement rotar el poder entre petita elit masculina connectada políticament. A més de l'indult de Caldera, Chávez no tenia cap connexió directa amb la classe dominant de Veneçuela, mentre que Sáez era vista com nascuda, crescuda i recolzada per aquesta.
Poc abans del dia de les eleccions, la COPEI la va abandonar per donar suport a Henrique Salas Römer. Finalment, Sáez va obtenir el 2,82% dels vots.

### 1999-2000: Governadora de Nueva Esparta
Poc després de les eleccions presidencials de 1998, Sáez va participar en les eleccions per a la governació de l'estat de Nueva Esparta, unes eleccions necessàries per la mort de gener de 1999 del governador Rafael Tovar.
Irene Sáez va competir amb el suport del Moviment V República i el Gran Pol Patriòtic Simón Bolívar. Va ser criticada per diversos partits al·legant que ella no va néixer, ni vivia a Nueva Esparta, i que per tant no podia postular-hi. El dia de les eleccions, Sáez va guanyar amb més de el 70% dels vots, derrotant el candidat d'Acció Democràtica.
Va exercir com a governadora de l'estat fins al 2000, deixant el càrrec quan va quedar embarassada, negant els rumors que Chávez l'hagués apartat.

## Vida personal
El 1999 es va casar amb la advocat i politòleg veneçolà Humberto Briceño Lleó, amb qui va tenir un fill. La parella es va divorciar el 2002. Actualment està casada amb l'empresari veneçolà Serafín García Armas.
Des del 2003, Sáez viu a Miami, on va ser nomenada membre del consell d'administració del Colonial BancGroup, regió del sud de la Florida.